# Naczyniówka
Naczyniówka (łac. choroidea) – tylna, największa część błony naczyniowej gałki ocznej; położona pomiędzy siatkówką a twardówką gęsta sieć naczyń krwionośnych odżywiających siatkówkę. W przedniej części oka naczyniówka przechodzi w ciało rzęskowe i tęczówkę.
Brunatna barwa naczyniówki poprawia własności optyczne oka.
Struktura naczyniówki jest podzielona na cztery warstwy (w kolejności najbardziej oddalonej od siatkówki do najbliższej):
- blaszka nadnaczyniówkowa,
- blaszka naczyniowa,
- blaszka naczyń włosowatych,
- blaszka podstawna (błona Brucha).

Nazwa eponimiczna blaszki podstawnej naczyniówki upamiętnia niemieckiego histologa Karla Wilhelma Ludwiga Brucha.